# 静岡県道19号伊東大仁線
静岡県道19号伊東大仁線（しずおかけんどう19ごう いとうおおひとせん）は、静岡県伊東市から伊豆の国市に至る県道（主要地方道）である。

## 概要
沼津市などの静岡県東部地域からの、伊東市をはじめとする東伊豆地域への主要アクセス路である。このため、市境区間でも通行量は少なくない。
宇佐美大仁有料道路として静岡県道路公社により管理運営されていたが、1983年（昭和58年）8月1日に無料開放、1994年（平成6年）4月1日に県道指定された。

### 路線データ
- 陸上距離 : 17.6 km
- 起点 : 伊東市宇佐美（亀石峠入口交差点、国道135号交点）
- 終点 : 伊豆の国市三福（国道136号・国道414号交点）

## 歴史
- 1993年（平成5年）5月11日 - 建設省から、県道沼津伊東線が伊東大仁線として主要地方道に指定される[2]。
- 1994年（平成6年）4月1日 - 静岡県道19号沼津伊東線が廃止され、同伊東大仁線が認定される[1][3]。

## 地理

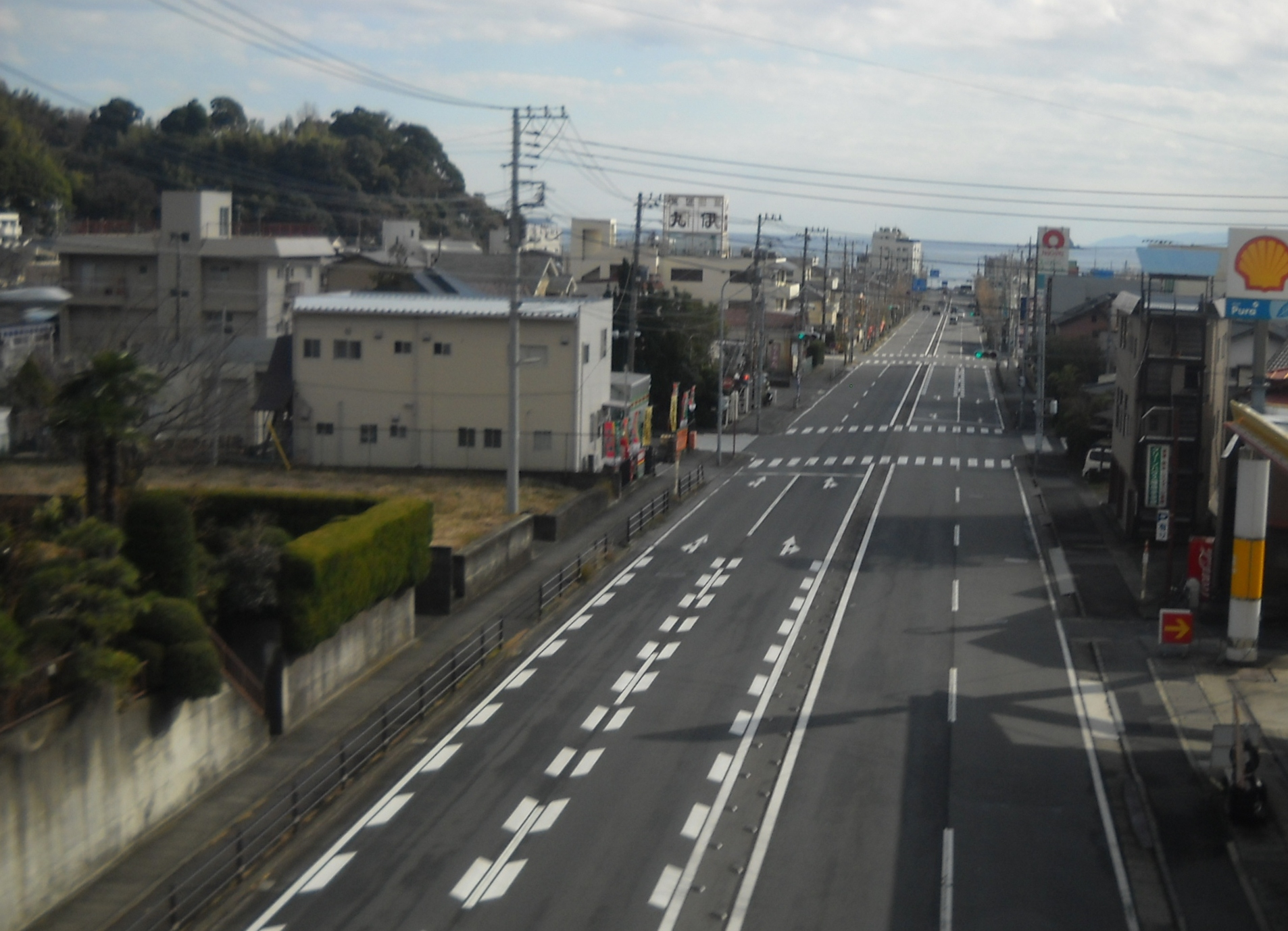
起点（先方）方面を望む。

- 起点 - 亀石峠（市境）

国道135号と接続する起点付近は4車線化されているが、登り勾配が始まると対面通行となる。勾配の中腹にある宇佐美観音付近からは、伊豆の国市方向の車線に登坂車線が設置されている。現在、この登坂車線を名草園付近まで延長する計画がある。なおこの登坂車線のある区間は車線自体の幅が広く、カーブにはバンクがついている。いったん上下線が分離し、再び合流すると伊豆スカイラインをくぐり、市境の亀石峠に到着する。
- 亀石峠 - 終点

伊豆の国市に入ると林の中を抜けるように路線が引かれているため、眺望は利かなくなる。基本的には対面通行であるが、伊東市方向の車線に登坂車線が設けられている場所が3箇所ある。沿線にはゴルフ場、モビリティーパークなどの観光施設や、日本競輪学校とそこに併設されたテーマパーク（サイクルスポーツセンター）がある。市街地に入ると伊豆箱根鉄道駿豆線、国道136号を陸橋でまたぎ、国道414号と合流する。

### 通過する自治体
- 伊東市
- 伊豆の国市
- 伊豆市
- 伊豆の国市

### 交差する道路
- 国道135号（伊東市宇佐美・亀石峠入口交差点、起点）
- 伊豆スカイライン 亀石峠IC（伊豆の国市長者原）
- 静岡県道80号熱海大仁線（伊豆の国市田原野）
- 静岡県道135号田原野函南停車場線（伊豆の国市田原野）
- 国道136号（伊豆の国市三福・三福IC交差点）
- 国道414号（伊豆の国市三福、終点）